# 4 месеца, 3 недеље и 2 дана
4 месеца, 3 седмице и 2 дана (рум. 4 luni, 3 săptămâni şi 2 zile) је румунски филм из 2007. који је режирао Кристијан Мунђу. Освојио је Златну палму и Награду ФИПРЕСЦИ на Канском фестивалу 2007.
Радња је смештена у комунистичкој Румунији, последњих година владавине Чаушескуа. То је прича о две студенткиње, цимерке, које покушавају да изврше илегални абортус. Након што је приказан у Кану, филм је премијеру у Румунији доживео 1. јуна 2007, на Међународном филмском фестивалу Трансилванија.
Филм прати причу о Отилији Михартеску и Габријели Габици Драгуц, две студенткиње у неименованом румунском граду. Радња је смештена у 1987. једној од последњих година Чаушескуовог режима. Када Габица затрудни, њих две уговарају састанак са господином Бебеом у хотелу, где ће он обавити абортус.
Главнина филма је снимљена на локацијама у Букурешту, са неким сценама које су снимљене у хотелу у Плоештију. Буџет продукције је био мањи од 600 000 €.